# Voces Cántabras
Voces Cántabras és el nom d'una coral fundada i dirigida en 1927 per Matilde de la Torre Gutiérrez en la localitat càntabra de Cabezón de la Sal, amb la finalitat de promoure la cultura i el folklore càntabre.
Una de les primeres i més importants actuacions de l'associació va ser oferta a Londres en 1932, en la qual es va representar la Baila de Ibio, basada en la Danza de las lanzas de Ruiloba.
Des d'octubre de 2003, la Coral Veus Càntabres és dirigida per la santanderina Mirian Jaurena Calderón, sent el seu actual president Úrculo Fernández.

## Premis
Entre les principals distincions rebudes per la coral, destaquen la Medalla d'Or de l'Ajuntament de Cabezón de la Sal, i la Insígnia d'Or de Caja Cantabria.